# Амирабад
Амирабад (Каракалп. Әмирабад узб. Amirobod / Амиробод) — посёлок городского типа в Турткульском районе Каракалпакстана, Республики Узбекистан.
Статус посёлка городского типа с 2009 года.